# Кинские

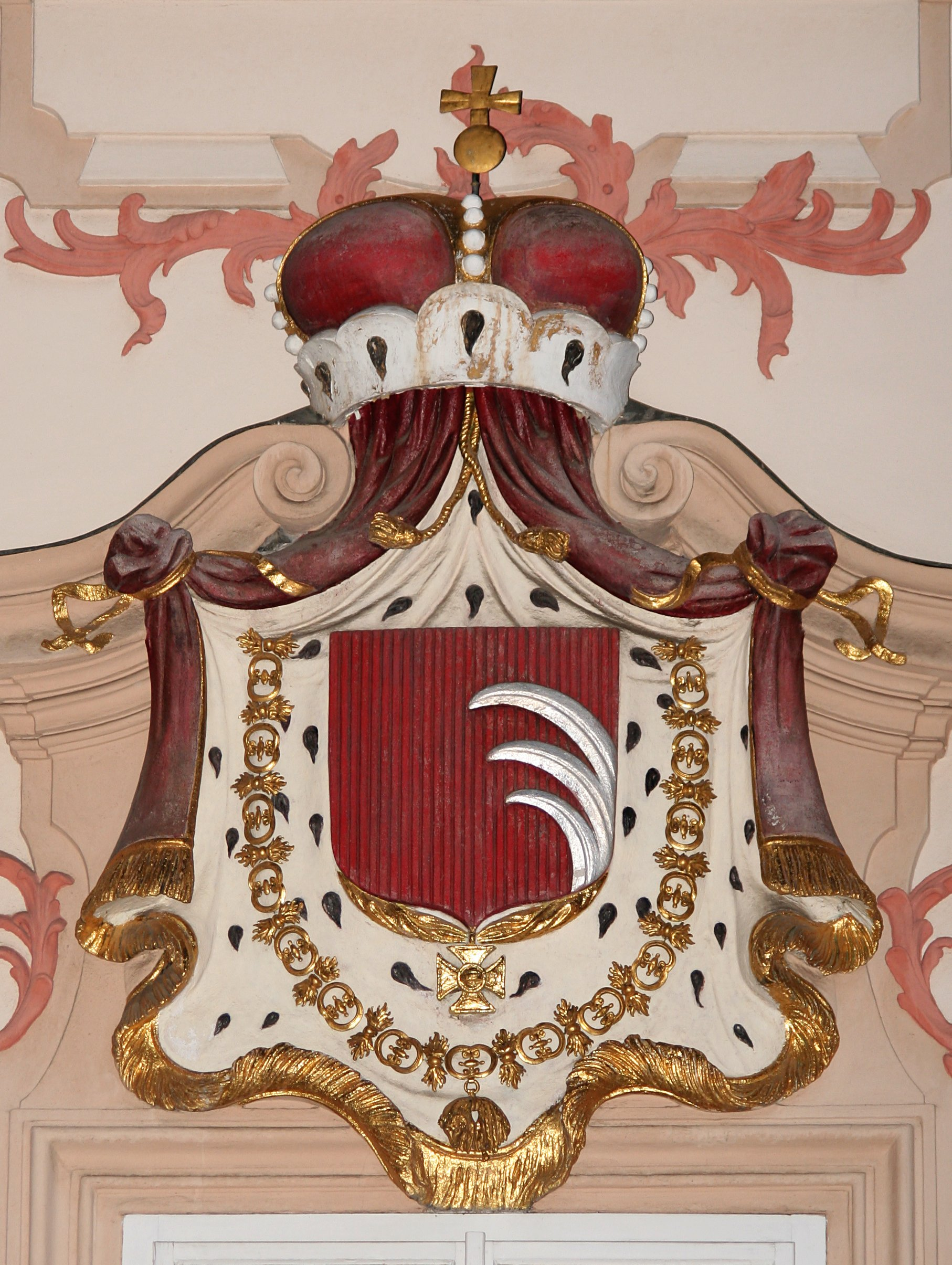
Герб Кинских в интерьере их пражского дворца

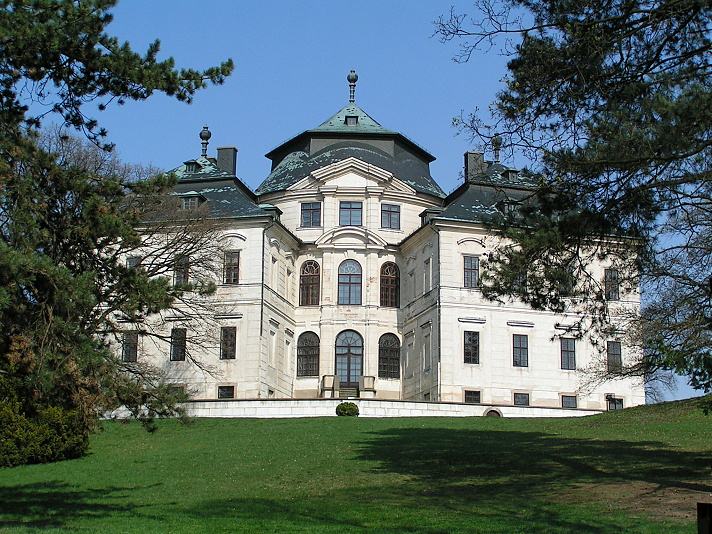
Резиденция Кинских в Хлумце (архитектор Ян Сантини)

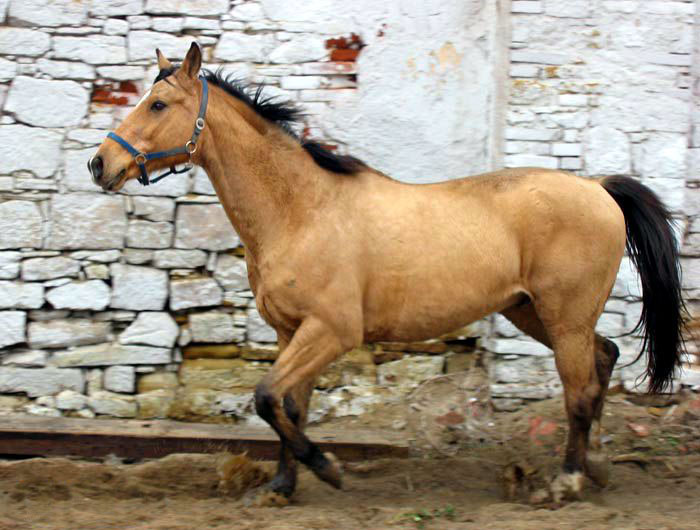
Скаковая лошадь Кински — редкая спортивная порода

Ки́нские (чеш. Kinští z Vchynic a Tetova, нем. Kinsky von Wchinitz und Tettau) — чешский княжеско-графский род, который более-менее чётко прослеживается с XV века. Первоначальный вариант фамилии на чешском языке — Вхинские из Вхиниц и Тетова (чеш. Vchynští z Vchynic a Tetova).

## Из истории Кинских
Предком Кинских был Богуслав с Жерносек († 1282), имевший четырёх сыновей (Богуслав-младший, Противец, Виремил и Здеслав), которые получили приставку «ze Vchynic».
В 1459 году братья Вацлав II, Юрий (Йиржи) I и Ян III возведены в достоинство имперских баронов Священной Римской империи с предикатом благородие.
В 1611 году Вацлав Кинский был осуждён на смертную казнь за пособничество епископу Леопольду, который со своим войском пытался свергнуть с трона императора I Рейха Рудольфа II. Вацлаву удалось бежать. Принимал участие в битве на Белой горе, после чего был помилован императором. Его сыну Яну Октавиану в 1676 году был дарован титул графа.
Граф Вильгельм (Виллем) Кинский (брат Вацлава), был посредником в тайных контактах имперского генералиссимуса Альбрехта фон Валленштейна с Францией и Швецией. Был убит вместе с Валленштейном в судетском Эгере (нынешний Хеб, не путать с венгерским городом Эгер) в 1634 году.
В 1687 году братья Франтишек Ольдржих I и Вацлав Норберт Октавиан, в разное время занимавшие пост высочайшего канцлера Богемского королевства, были возведены в достоинство имперских графов Священной Римской империи с предикатом высокоблагородие.
Известен политик и дипломат Франц Фердинанд Кинский (1678—1741). Граф Франц Йозеф Кинский (1739—1805) — директор венской Военной академии, её преобразователь и автор многих трудов по военным наукам. Филипп Йозеф Кинский (1700—1749) политик и дипломат, многолетний канцлер Богемии.
В 1746 году граф Штепан Виллем Кинский возведён был в княжеское достоинство Богемского королевства, а в 1747 году — в достоинство имперского князя Священной Римской империи с предикатом высокородие.
В 1905 году императором Австро-Венгрии князю Кинскому дарован предикат светлость. Члены княжеской линии носят титул имперских графов/графинь Кинских фон Вхиниц унд Теттау (Kinský von Wchinitz und Tettau), члены графских линий — титул графов/графинь Кинских фон Вхиниц унд Теттау.
Баронесса Берта фон Зутнер (урождённая графиня Кинская, 1843—1914) — австрийская писательница, деятель международного пацифистского движения, первая женщина-лауреат Нобелевской премии мира. Из графского рода Кинских происходит нынешняя княгиня Лихтенштейна Мария.

## Имперские князья из рода Кинских
1. Стефан Вильгельм, р.1679, князь 1747—1749
2. Франц Йозеф, р.1726, князь 1749—1752
3. Франц Ульрих II, р.1726, князь 1752—1792
4. Йозеф Эрнст, р.1751, князь 1792—1798
5. Фердинанд, р.1781, князь 1798—1812
6. Рудольф, р.1802, князь 1812—1836
7. Фердинанд Бонавентура, р.1834, князь 1836—1904
8. Карл, р.1858, князь 1904—1919
9. Рудольф, р.1859, князь 1919—1930
10. Ульрих, р.1893, князь 1930—1938
11. Франц Ульрих, р.1936, князь 1938—
12. Карл Максимилиан р.1967, наследный граф

## Имущество
- Дворец Кинских
- Вилла Кинских
- Сад Кинских